# King Oliver
Joe Oliver detto King (Dryades Street, New Orleans, 11 maggio 1885 – Savannah, 10 aprile 1938) è stato un compositore, direttore d'orchestra e cornettista jazz statunitense.
Fu tra i pionieri del jazz e mentore di Louis Armstrong.

## Biografia

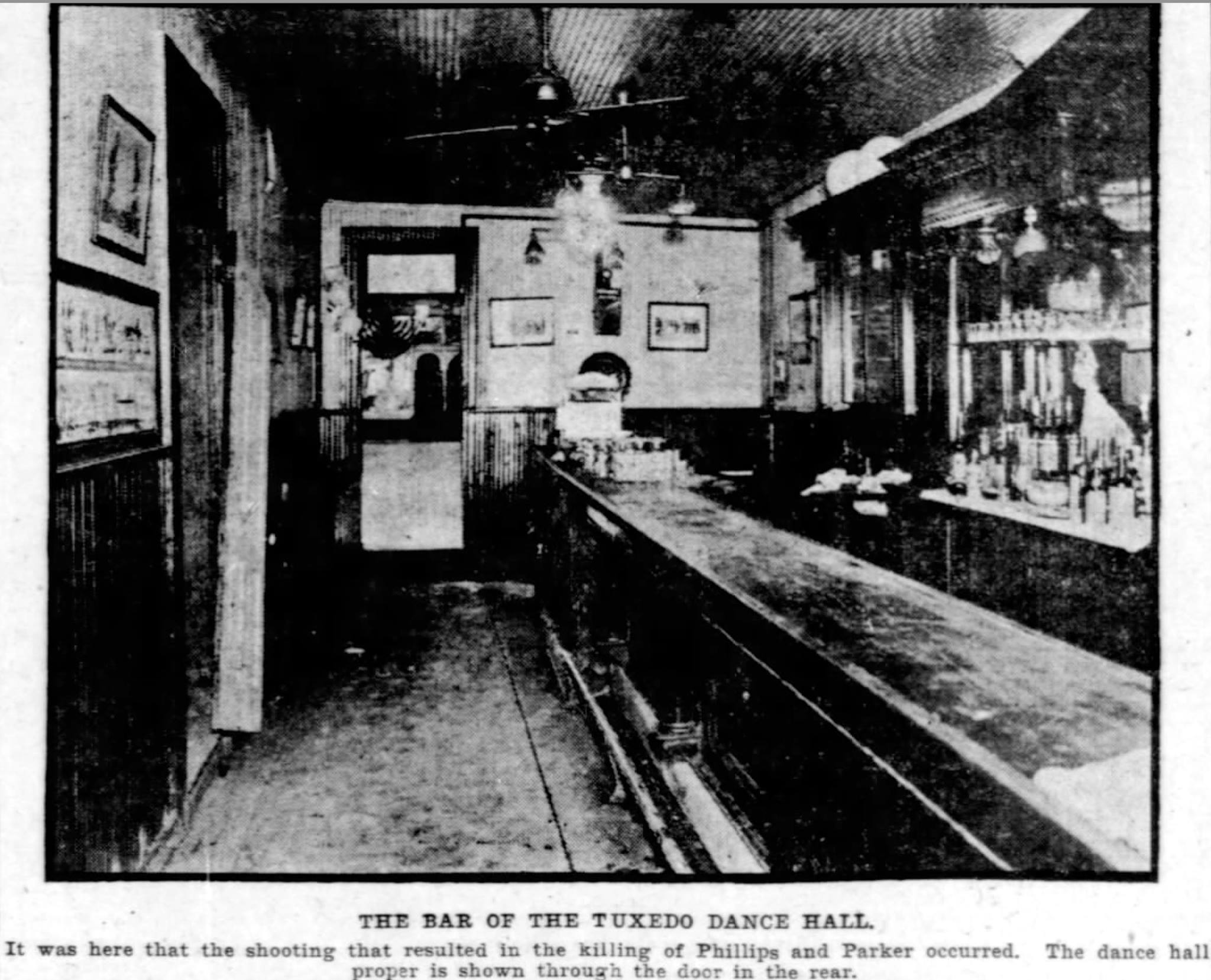
Un locale di Storyville nel 1913.

Le fonti non concordano sul luogo di nascita; per alcune è nato a New Orleans e per altre ad Aben, in Louisiana, non lontana da Donaldsonville. Anche sull'anno di nascita non c'è pieno accordo, e potrebbe essere il 1881, il 1884 oppure il 1885.

### Formazione
King Oliver (Joseph Joe Oliver) fu una tra le prime personalità che si distinsero nettamente negli anni in cui a New Orleans la musica jazz iniziò ad affermarsi, forse secondo solo a Jelly Roll Morton. La sua fu una figura di musicista "solista" che, maturando la propria autonomia artistica, si aprì a nuove esperienze.
Iniziò a suonare la cornetta attorno al 1907, cominciò ad esibirsi in alcune bande di ottoni nei quartieri di New Orleans e alla fine degli anni 1910 venne riconosciuto come il miglior cornettista della città.  Tra le bande nelle quali si esibì allora si ricordano la Melrose Brass Band, la Magnolia Band e la Eagle Band.
In quegli anni venne in contatto con numerosi musicisti: Pops Foster, Lorenzo Tio Jr., George Baquet e Johnny St. Cyr. Mentre suovava all'Abadie Cabaret (a Storyville) ebbe l'opportunità di sostituire Freddie Keppard alla conduzione della Olimpia Brass Band. Quella sua esperienza al fianco del pianista e compositore Richard M. Jones consolidò le sue basi musicali e da quel momento sui manifesti cominciò ad essere citato con lo pseudonimo King.
Quando nel 1917 il proibizionismo fece chiudere i locali di Storyville, il quartiere a luci rosse dove suonava con vari gruppi esibendosi in frequenti jam session, fu costretto, come molti altri, a trasferirsi a Chicago.

#### Migrazione interna
Tra il 1910 e il 1920 circa un milione di persone tra neri e bianchi migrò al nord con meta Chicago e i grandi centri industriali. Molti jazzisti, anche in seguito all'intervento moralizzatore del Ministero della Guerra che provocò la chiusura dei locali di Storyville nel 1917, seguirono la grande migrazione interna. Questo, tuttavia, non determinò la fine della prima mitica età del Jazz. Molti musicisti infatti da New Orleans si erano già trasferiti, come Jelly Roll Morton con le prime tournée nel 1904, Bob Johnson nel 1905, Freddie Keppard nel 1912 e diversi altri. A riprova la constatazione che molti musicisti jazz arrivando a destinazione ritrovarono la loro musica già conosciuta e praticata. 
Avvenne così che King Oliver, giunto a Chicago, all'inizio del 1918 venne contattato dal contrabbassista Bill Johnson e fu chiamato a suonare al Royal Garden Café nella Original Creole Orchestra. Ricevette un ulteriore ingaggio, sempre nello stesso periodo, al Dreamland Café, con la Lawrence Duhes Band di Lawrence Duke, assieme a Lil Hardin, Sidney Bechet, Roy Palmer, Wellman Braud e Minor Hall.

### Successo di Chicago
A Chicago si affermò diventando, dal 1920, direttore d'orchestra al Dreamland. Dopo aver finito in quel locale spesso si recava a suonare sino al mattino in un cabaret della State Street, famoso per essere frequentato dalla malavita.
Nel 1921 partì per una tournée in California ma ritornò quasi subito a Chicago con una scrittura al Lincoln Garden (precedentemente Royal Garden) dove esordì con la King Oliver's Creole Jazz Band. Nel 1922 la band era formata da Honoré Dutrey al trombone, Warren Dodds alla batteria, King Oliver alla cornetta, Lil Hardin al pianoforte, Bill Johnson al contrabbasso, Johnny Dodds al clarinetto e Louis Armstrong alla cornetta.
Con quest'orchestra, anche grazie all'entrata di Armstrong, Oliver ottenne il suo massimo successo.
Da quel momento iniziò ad incidere per varie etichette discografiche: Gennett, Okeh, Paramount e Columbia.
Con il 1923 la Creole Band si sciolse e anche Armstrong lasciò Oliver per suonare con Ollie Powers prima, e con Fletcher Henderson poi.
Ritornò di nuovo nel 1925 con i Dixie Syncopators, e seppe richiamare ottimi solisti come Kid Ory, Albert Nicholas e Barney Bigard. Nel 1926 Oliver divenne "la più grande cornetta jazz del mondo" con i Savannah Syncopators al Plantation Café, dove rimase ingaggiato per due anni con la sua orchestra. Il locale chiuse nel 1927.

### Gli ultimi anni e la morte

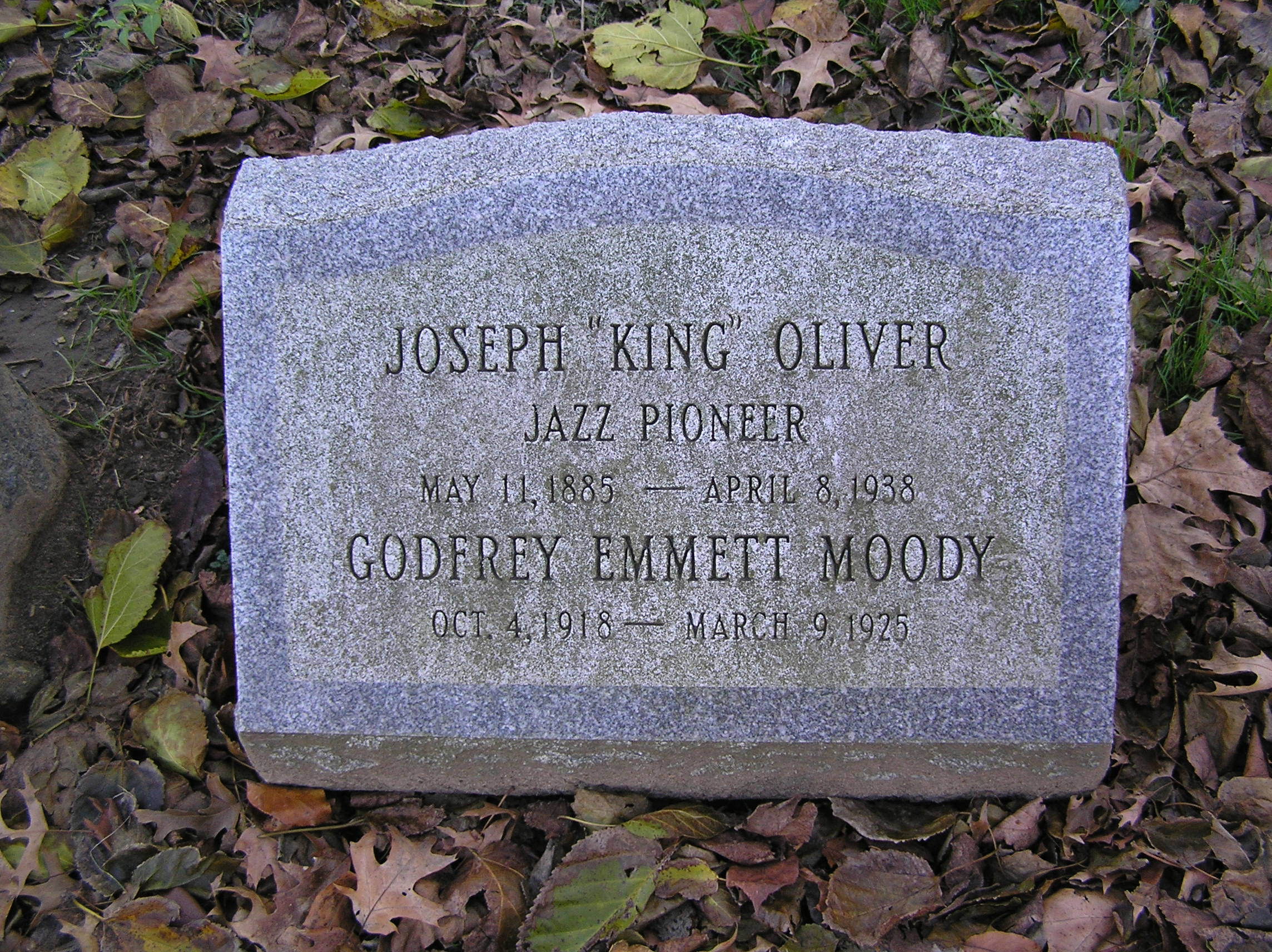
Lapide di Joe King Oliver nel cimitero Woodlawn, The Bronx.

Il periodo con i Savannah Syncopators per Oliver fu l'ultimo fortunato. Venne chiamato al Cotton Club ma perse l'importante occasione giudicando troppo basso il compenso che gli veniva offerto e l'ingaggio venne dato a Duke Ellington. Questi accettò, ebbe successo e rimase a suonare nel locale per tre anni.
Iniziò così il suo declino artistico causato anche da problemi di salute e dal sopraggiungere della depressione che colpì gli Stati Uniti in quel periodo. Si ritrovò di conseguenza a vivere solo, dimenticato e in miseria. La morte lo colse il 10 aprile 1938 a Savannah, un mese prima di compiere 53 anni, mentre lavorava come custode in una sala da biliardo.
La sorella, unica componente familiare rimasta in vita, spese tutti i propri risparmi per far trasportare il corpo di Joe a New York dove, il 12 dello stesso mese, presenti Louis Armstrong, Clarence Williams e un gruppo di fedeli amici musicisti, fu sepolto nel Woodlawn Cemetery (The Bronx).

## Discografia
- 1923-00 - Off the Record: The Complete 1923 Jazz Band Recordings (Archeophone, 2006)
- 1926-27 - Sugar Foot Stomp_Vocalion & Brunswick Recordings Vol. 1 (Frog, 2000)
- 1927-31 - Farewell Blues_Vocalion & Brunswick Recordings Vol. 2 (Frog, 2000)
- 1929-30 - King Oliver 1929-30 (2xCD) (JSP, 1991)

Le registrazioni di Oliver si trovano anche nei 4 volumi della seri The Chronological (1923-31) della francese Classics.

Antologie:
- 1923-30 - Dippermouth Blues: HIs 25 Greatest (ASV Living Era, 1996)
- 1923–1930 - Great Original Performances 1923–1930 (Louisiana Red Hot, 1998)
- 1923–1931 - A Career Anthology 1923-31 (5CD) (Acrobat, 2024)